# Kapitolska triada
Kapitolska triada je bila skupina treh božanstev, ki so jih v antični rimski religiji častili v skupnem templju na rimskem Kapitolskem griču (latinsko Capitolium). Sestavljali so jo Jupiter, Junona in Minerva. Triada je imela osrednje mesto v javni religiji Rima.

## Triada
Tri božanstva, ki jih najpogosteje imenujejo »Kapitolska triada«, so Jupiter, kralj bogov; Junona (v njeni pojavi kot Iuno Regina, 'kraljica Junona'), njegova žena in sestra in Jupitrova hči Minerva, boginja modrosti. To združevanje moškega boga in dveh boginj je bilo v starih indoevropskih religijah zelo nenavadno in skoraj zagotovo izhaja iz etruščanske triade Tinia, vrhovnega božanstva Uni, njegove žene in Menrva, njune hčere in boginje modrosti. V nekaterih interpretacijah je ta skupina nadomestila izvirno arhaično triado.

### Capitolia
Jupiter, Junona in Minerva so bili čaščeni v templjih, imenovanih Capitolia, ki so bili zgrajeni na vzpetinah in drugih vidnih območjih v številnih mestih v Italiji in provincah, zlasti v obdobju Augusta in Julijsko-Klavdijske rodbine. Večina je imela trojno cela|celo]]. Najzgodnejši primer Capitolie izven Italije je bil v mestu Emporion (danes Empúries, Španija) . Kot je povedal Ovid, je imel Termin tudi tam kraj, saj je imel tam svetišče, preden je bilo zgrajeno, in kot bog mejnih kamnov ni hotel prinesti.
Čeprav bi besedo Capitolium (pl. Capitolia) lahko uporabili za sklicevanje na kateri koli tempelj, posvečen Kapitolski triadi, se je nanašala zlasti na tempelj na Kapitolskem griču v Rimu, znanem kot aedes Iovis Optimi Maximi Capitolini (Tempelj Jupitra najboljšega in največjega na Kapitolu). Tempelj je bil zgrajen pod vladavino Lucija Tarkvinija Ošabnega, zadnjega rimskega kralja pred ustanovitvijo Rimske republike. Čeprav so si tempelj delili Jupiter, Junona in Minerva, je imelo vsako božanstvo ločeno celo, na levi strani je bila Juno Regina, na desni Minerva in v sredini Jupiter Optimus Maximus. Tempelj je imel podij in tetrastil (štirje stebri) pronaos (veranda) .
Drugo svetišče (sacellum), posvečeno Jupitru, Juno Regini in Minervi, je bil Capitolij Vetus (stari Kapitol)  na Kvirinalskem griču. Menili so, da je starejši od bolj znanega templja Jupitra Optimusa Maximusa na Kapitolskem griču in je bil še vedno pomemben mejnik v Marcijalovem obdobju, v poznem 1. stoletju.